# 5143 هرقل
5143 هرقل ( التسمية المؤقتة 1991 VL{{{2}}} ) هو كويكب نادر شديد الانحراف المركزي وهو نظام ثنائي متزامن، يٌصنف على أنه من أجرام  القريبة من الأرض  من مجموعة أبولو ، ويبلغ قطره حوالي 4.8 كيلومتر.  اكتشف الكويكب في 7 نوفمبر 1991، بواسطة عالمة الفلك الأمريكية كارولين شوماكر في مرصد بالومار في كاليفورنيا، الولايات المتحدة.  تم تسميته على اسم البطل الإلهي اليوناني هرقل .  يبلغ الحد الأدنى لمسافة تقاطع مداره مع مدار الأرض 0.058 AU (8.7 مليون كـم)   ويرتبط بزخات شهب بيتا تاوريدس النهارية. 

## التصنيف والمدار
يدور هرقل حول الشمس في الحزام الرئيسي الداخلي على مسافة 0.4–3.2 و وحدة فلكية كل سنتين و 6 أشهر (907 أيام). مداره له انحراف قدره 0.77 وميل قدره 9 درجات بالنسبة لمسار الشمس .  تم التقاط أول اكتشاف مسبق في مرصد بالومار أثناء المسح الرقمي للسماء في عام 1953، مما أدى إلى تمديد قوس مراقبة الجرم بمقدار 38 عامًا قبل ملاحظة اكتشافه الرسمي. 
بسبب غرابته العالية، فإن هرقل هو أيضًا من المقتربين لـ عطارد وعابري المريخ . يبلغ الحد الأدنى لمسافة التقاطع المدارية مع  مدارالأرض 0.0584 AU (8,740,000 كـم) وهذا ا يعادل 22.8 مسافة قمرية . 

## الخصائص الفيزيائية

### النوع الطيفي
طبقا لتصنيف SMASS ، يعتبر هرقل كويكبًا نادرًا من النوع O ، والذي له أطياف مماثلة لتلك الموجودة في النيازك الحجرية الكوندريتية من النوع L6 و LL6 .  ومع ذلك، فقد تم وصفه أيضًا بأنه كويكب كربوني من النوع C ، بالإضافة إلى كويكب صخري من النوع Sk وQ.

### منحنيات الضوء
تم الحصول على عدد كبير من منحنيات الضوء الدورانية لهرقل من المشاهدات الضوئية بين عامي 2006 و 2016. تعطي بيانات منحنى الضوء فترة تناوب  تتراوح بين 2.7051 و2.7065 ساعة مع اختلاف في  درجة السطوع تتراوح بين 0.05 إلى 0.20 ( U=3/3/3/3/3- ).     

### القطر
وفقًا للمسوحات التي أجراها تلسكوب سبيتزر الفضائي ، والقمر الصناعي الياباني أكاري ، ومستكشف المسح بالأشعة تحت الحمراء واسع المجال التابع لوكالة ناسا مع مهمته اللاحقة نيو وايز ، يبلغ قطر الكويكب ما بين 3.26 و4.843 كيلومترًا، ويبلغ بياض سطحه ما بين 0.20 و 0.24.     يعتمد الرابط  التعاوني لمنحنى ضوء الكويكب على النتائج المستمدة من بيانات WISE المنقحة التي أجراها بيتر برافيك ، أي أن البياض يبلغ 0.1481 وقطره 4.83 كيلومترًا مع قدر مطلق يبلغ 14.27.  

## نظام ثنائي
في 12 يوليو 2012  أُعلن أن هرقل هو كويكب ثنائي ، متزامن مع قمر كوكبي صغير يدور حول كوكبه الرئيسي في حركة تراجعية كل 16 ساعة تقريبًا. تم اكتشاف الكويكب الرفيق في ديسمبر 2011، من قبل فريق من علماء الفلك باستخدام مشاهدات الرادار من مرصد أريسيبو في بورتوريكو، بعد أشهر من عمليات الرصد المكثفة لمنحنيات الضوء الضوئية (انظر أعلاه) .
ولا يمكن استبعاد فترة مدارية أطول تتراوح بين 40 إلى 57 ساعة، وهو ما يعني أن النظام لن يكون متزامنا بعد ذلك. تم تقدير أقطار هرقل وقمره (رفيقه) بـ 3.6±1.2 و 0.6±0.3 كيلومتر على التوالي.   
وأكدت المشاهدات  المتابعة في عام 2016 أن الفترة المدارية لقمر الكويكب تبلغ 17 ساعة. 

## التسمية
تم تسمية هذا الكوكب الصغير على اسم هرقل ، حارس البوابة الإلهية لجبل الأوليمب وأحد أعظم الأبطال في الأساطير اليونانية ، والمعروف بقوته وأعماله الاثني عشر . هرقل هو ابن زيوس وألكمينا، والذي تم تسمية الكويكبات 5731 زيوس{{{2}}} و 82 Alkmene{{{2}}} بإسمهما. في النسخة الرومانية، يُعرف هرقل باسم هرقل .  تم نشر الاستشهاد المعتمد بالتسمية بواسطة مركز الكواكب الصغيرة في 14 يوليو 1992 ( M.P.C. 20523 ). 

## اقرأ أيضا
- قائمة الكويكبات
- قائمة الكويكبات القريبة من الأرض
- تشيركلو 10199 كويكب